# システックインターナショナル (建設)
システックインターナショナル（商号：Systech International）は、建設プロジェクト等に対して契約管理、スケジュール管理や紛争解決などの専門的なコンサルティングサービスを提供している。
1991年にStephen RaymentとMark Woodward-Smithによって英国で設立された。現在、アジア、中東、アフリカ、ヨーロッパ、アメリカ、南米など、世界28都市にオフィスを置く。
Quantity Surveyor（積算士)、Contract Administrator（契約管理専門家）、Project Scheduler（スケジュール管理専門家）、Claim Consultant（契約クレームコンサルタント）、Solicitor（弁護士）などの専門家を擁し、国際プロジェクトに対する支援業務を行っている。グループ会社に弁護士事務所のSystech Solicitorがある。